# Óscar Esplá
Óscar Esplá y Triay (Alicante, 5 août 1886 – Madrid, 6 janvier 1976) est un compositeur espagnol de la même génération que Turina et Mompou et contemporain de Manuel de Falla.

## Biographie

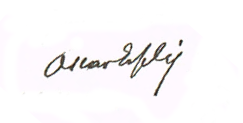
Signature d’Óscar Esplá (1938).

Óscar Esplá commence sa formation musicale alors qu'il est encore enfant. Sa mère – qu'il perd à l'âge de huit ans – joue du piano. Son père, Trino Esplá, qui travaille à la compagnie du télégraphe et auteur de théâtre, lui enseigne les rudiments du solfège. Il travaille un temps le piano avec Fernando Lloret puis l'harmonie avec Juan Latorre Baeza (es). Ce dernier, bon pianiste et compositeur, remarque que l'enfant compose ses premières mélodies.
Mais son père, malgré sa passion pour la musique, veut qu'il étudie. D'abord le génie industriel (1903) puis la philosophie et la littérature à l'université de Barcelone. Il sortira donc à la fois docteur en philosophie et ingénieur.

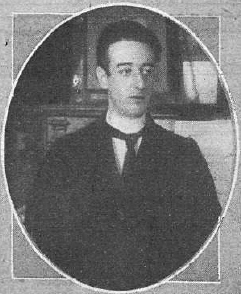
Óscar Esplá en 1912.

Sa formation de compositeur a été d'abord presque entièrement autodidacte, bien qu'il ait étudié la composition avec Francisco Sánchez Gavagnac (1845-1918). En 1911, à 22 ans, il décroche le prix de la Société nationale de musique de Vienne avec Suite en la bémol (dont le jury incluait le compositeur Richard Strauss). Sa famille étant dans une situation matérielle favorable, il décide de se consacrer entièrement à la musique.
Sous l'impulsion de son ami intime, plus âgé, le poète Gabriel Miró (1879-1930) qui lui avait fourni le texte du poème symphonique, il rencontre Ferdinand Löwe, s'installe en Allemagne pour étudier le contrepoint, la composition et la direction d'orchestre avec Max Reger à Meiningen. Un an plus tard, il est à Paris dans le cercle de Camille Saint-Saëns. On pense qu'il a travaillé avec le musicien français, mais aucune preuve n'a été retrouvée. Cependant, le style de ses compositions n'est guère redevable à ses maîtres, elles doivent davantage aux harmonies de Claude Debussy.

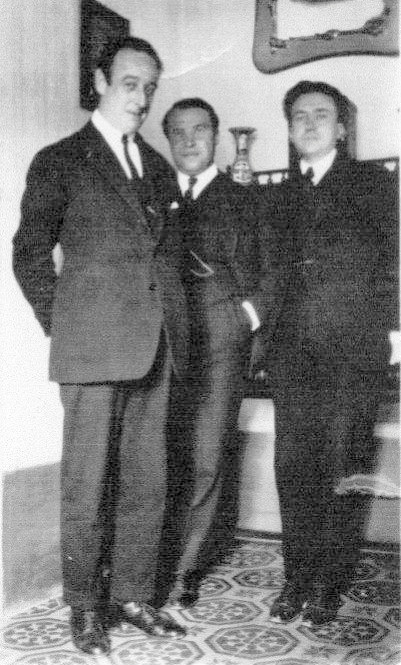
Óscar Esplá avec Germán Bernácer et Agustín Irizar en 1918.

Esplá est lié à la vie culturelle et intellectuelle d'Alicante. Ses amis sont l'écrivain Gabriel Miró, le sculpteur Vicente Bañuls (es) (1865-1934), le peintre Emilio Varela Isabel (1887-1951), l'économiste Germán Bernácer (es), l'architecte Juan Vidal et le poète Gerardo Diego.
Esplá a composé de nombreuses œuvres d'inspiration néoclassique pendant les deux décennies suivantes et atteint une certaine notoriété, éclipsée par son contemporain Manuel de Falla. En 1919, il obtient un poste de professeur de composition à Lisbonne, mais préfère retourner à Madrid en 1921, pour se concentrer sur ses propres compositions. Il obtient un poste de professeur au Conservatoire royal supérieur de musique de Madrid en 1930.

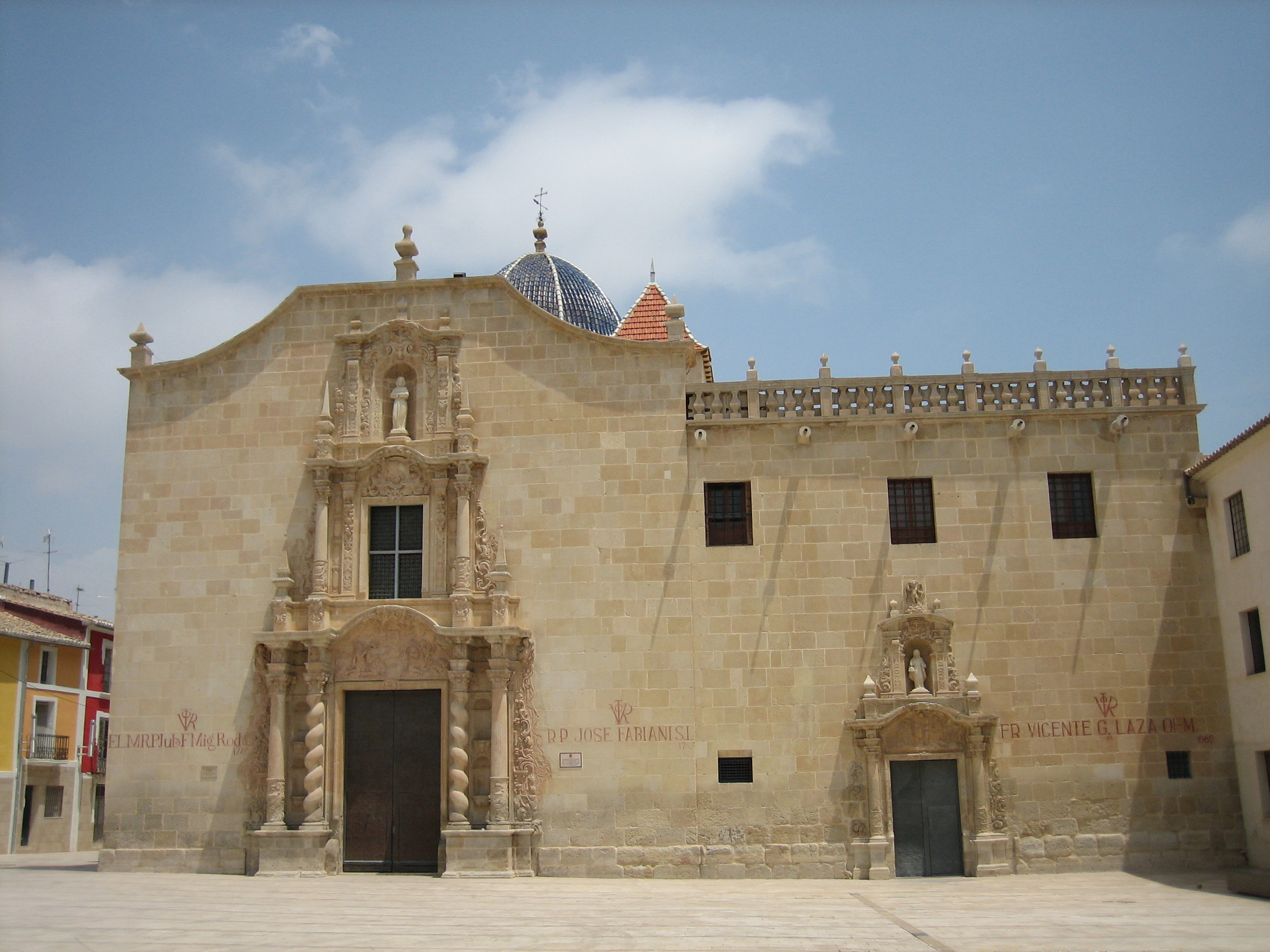
Monastère de la Sainte Face d'Alicante.

Il épouse María Victoria de Irizar et Góngora, fille d'un célèbre notaire de la ville, le 18 juin 1929 au monastère de la Sainte Face d'Alicante. De cette union naissent trois enfants, deux filles et un garçon.
Il est avec Ernesto et Rodolfo Halffter de la génération des compositeurs de la République. Le 20 août 1936, il est officiellement nommé directeur du Conservatoire royal supérieur de musique de Madrid. Républicain, Esplá se sent menacé, ainsi que sa famille. Il fuit en Belgique à la fin de l'année, profitant de l'invitation pour participer au Concours Eugène Ysaÿe. Craignant la répression, il ne put retourner en Espagne que quatorze ans plus tard, en août 1950.
La guerre se prolongeant, la situation du compositeur devenait précaire puisqu'il ne pouvait plus disposer de ses biens en Espagne, confisqués ainsi que ses droits d'auteur. Le compositeur Jean Absil le fait entrer au quotidien Le Soir, où il travaille comme critique musical de 1940 à 1943, date où le journal a été saisi par les nazis. Esplá n'hésitait pas à défendre dans les pages des compositeurs juifs et d'autres auteurs « interdits ». Cependant, après la guerre, il a été interdit de journalisme en Belgique.
Il se retrouve dans une situation économique difficile, lorsqu'on lui offre en 1946 la direction du nouveau laboratoire de science musicale, situé à Bruxelles, où sont étudiées la psychologie de la musique et l'acoustique. Le laboratoire disparaît peu de temps après et le compositeur s'installe à Paris. Esplá y travaille avec des compositeurs comme Salabert et reçoit l'aide de l'Unesco pour surmonter ses difficultés économiques (1948).

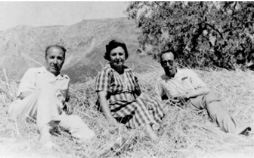
Óscar Esplá avec Germán Bernácer et sa femme Maria Costa, dans la Sierra de Aitana (Alicante), années 1950.

En 1951, Óscar Esplá retourne en Espagne grâce à la médiation de son ami Germán Bernácer et une forte amende (10 000 pesetas). Le régime de Franco souhaitait redorer son image en récupérant les intellectuels « rouges » acceptant le retour d'exil. Cette situation lui permet de jouir de quelques années de paix et de succès. Il retrouve sa place d'enseignant au conservatoire jusqu'à son décès. En 1964 il refuse d'assister à la célébration des XXV années de la paix.
Esplá est mort à Madrid en 1976 à l'âge de 89 ans. Il est enterré le 8 janvier au monastère de la Sainte Face de sa ville natale, Alicante, où il s'était marié ; et, comme il l'avait souhaité repose, à la gauche de l'autel, où se trouve la relique de la Sainte Face d'Alicante.
Esplá était un ami et une référence pour beaucoup de ses contemporains, notamment pour Rodrigo, Montsalvatge et Mompou. Au cours de sa vie il a rencontré et discuté de nombreuses fois avec beaucoup de compositeurs majeurs, tels Alban Berg, Villa-Lobos ou Bohuslav Martinů.

## Prix et distinctions
Le 9 mai 1956, il est élu à l'Académie des beaux-arts de Paris. En 1959, il reçoit la grand-croix de l'ordre d'Alphonse X le Sage. En 1962, il est nommé délégué local du Conseil international de la musique à l'Unesco.
En 1919, la France lui avait décerné la Légion d'honneur, en 1960 elle lui offre la médaille de l'Ordre des Arts et des Lettres. En 1971, il reçoit la Médaille d'or du mérite des beaux-arts par le Ministère de l'Éducation, de la Culture et des Sports espagnol.

## Postérité
Le musicologue Adolfo Salazar (en) le considère comme l'un des musiciens espagnols contemporains des plus puissants, polyvalents et profonds.
Montsalvatge lui rend hommage dans une pièce pour piano intitulée Berceuse a la memoria de Óscar Esplá (1987). Conçue pour un concert qui n'eut pas lieu, elle est destinée à la main gauche et se trouve incluse dans le recueil des Tres piezas para la mano izquierda (« Trois pièces pour la main gauche »). L'œuvre est développée sur plus de cinq minutes et utilise une berceuse provenant des Cantos de antaño, la suite pour piano d'Esplá. L'auteur selon ses mots lui fait subir comme un « détournement mélodique ».
Un prix international de composition Óscar Esplá, qu'il a créé en 1955, est décerné par la ville d'Alicante. Le Conservatoire de musique de la ville d'Alicante porte son nom ; ainsi que, près de la gare, l'une des avenues les plus importantes du centre-ville.

## Œuvre
Esplá est un compositeur prolifique et son catalogue est vaste, reflet de sa carrière internationale. Il a touché à tous les genres : opéra, ballet, musique d'orchestre, musique vocale, musique de chambre et piano.
La musique traditionnelle de son Alicante natal, les courants musicaux européens de son temps et la recherche d'un langage personnel sont les trois éléments les plus importants qui caractérisent son œuvre et sa carrière. Ses compositions suggèrent l'influence de Debussy et Stravinsky.
Cependant, il ne faut pas oublier qu'Esplá, tout au long de sa vie, fut aussi journaliste et écrivain. Il a écrit une série d'articles sur l'art et la musicalité, la fonction musicale et la musique contemporaine où il développe ses idées sur l'esthétique musicale, la pensée musicale.
Esplá a également participé à l'édition d'œuvres du XIVe au XVIe siècle du patrimoine musical national, notamment le Misteri d'Elx (1924).

## Catalogue des œuvres
La chronologie des œuvres reste problématique en l'absence de certains manuscrits, perdus lors de l'exil du compositeur et de l'existence de plusieurs versions.
| Piano | Chambre | Orchestre | Concerto | Vocales | Opéra | Ballets |
| ----- | ------- | --------- | -------- | ------- | ----- | ------- |

### Piano
- Romanza antigua (1905, pub. Iberia musicale, Barcelone, 1916 & Max Eschig, Paris, 1928) Il s'agit de la première œuvre du compositeur.
- Impresiones musicales, opus 2 (1905-1909)

1. En el hogar (À la maison)
2. Barba Azul (Barbe bleue)
3. Caperucita Roja (Le petit chaperon rouge)
4. Cenicienta (Cendrillon)
5. Antaño (Il y a longtemps)

- Scherzo, opus 5 (1909) Première publication.
- Crepúsculum, opus 15 (1912)
- Suite de pequenas piezas (1913)

1. Preludio (d'après J-S. Bach)
2. Canción de cuna (Lullaby)
3. Arie de Danza Pastoril (d'après D. Scarlatti)
4. Ronda Levantina
5. Paso de Opereta (d'après J. Offenbach)

- Levante (1916)

1. Allegretto moderato
2. Andante
3. Allegro non molto
4. Andantino
5. Andante
6. Allegretto
7. Allegro moderato
8. Moderato
9. Allegro ritmico
10. Allegro animato

- La Pájara Pinta, opus 25 (1916-1920, pub. 1929) Orchestration

1. El Conde de Cabra
2. Dona Escotofina
3. Anton Pirulero

- Tres movimientos (1921, pub. 1931) Création par del Pueyo (Bruxelles, 5 et 6 octobre 1943).

1. Estudio : Allegro giusto
2. Danza antigua : Allegretto moderato
3. Paso dobla : Allegro ritmico

- Cantos de Antaño, pièces pour enfant (1930)

1. Danza : Andante poco mosso
2. Canción de cuna
3. Tarana : Allegro moderato

- La sierra, suite folklorique (1930-1936)

1. Canto de vendimia (Song of the vintage)
2. Aire pastoral
3. Danza levantina

- Sonata española, opus 53, Hommage à Chopin (1949) Commande de l'UNESCO en hommage à Chopin. Création par Arnaldo Estrella à Paris, Salle Gaveau (3 octobre 1949).

1. Andante romántico
2. Mazurka sopra un tema popolare (Tempo di mazurka)
3. Allegro brioso

- Lírica española, opus 54 (I) Bocetos levantinos (vers 1930, pub. Unión Musical Ediciones, Madrid 1952-54) Dédié à Maria Victoria, sa femme.

1. Evocacion costena (Evocation of the Coast)
2. Danza del Valle
3. Cancion de cuna
4. Paso de baile serrano (Danse de montagnes)
5. Canto de la Umbria
6. Ritmos de la huerta (Rythmes du jardin)

- Lirica española, opus 54 (II) Tonadas antiguas (Mélodies anciennes)

1. Romance (Castilla)
2. Canto de trilla (Levante)
3. Conseja (Conte)

- Lírica española, opus 54 (III) Cadencias españolas

1. Aire andaluz
2. Cadencia balear
3. Ritmo de bolero

- Lirica española, opus 54 (IV) Suite característica

1. Habanera
2. Ronda serrana
3. Sonatina playera

### Musique de chambre
- Sonate pour violon et piano en si mineur opus 9 (1913, rev. 1915 Unión Musical Ediciones, Madrid 2007[7]) Création par Eduardo Toldrá (19 novembre 1915). Dédié au violoniste Esplá Telmo Vela en 1917.

1. Allegro deciso non molto
2. Andante moderato
3. Allegreto Scherzando
4. Allegreto moderato

- Canciones Playeras version pour violon et piano

1. Rutas
2. Pregón
3. Las 12
4. El pescador sin dinero
5. Coplilla

- Quatuor à cordes inachevé (1912, manuscrit)
- Trio avec piano (1917)
- Quatuor à cordes no 1 (1920)
- Quatuor à cordes no 2 (1943)
- Quintette avec piano (1927)

### Orchestre
- Suite en la-bémol (1910) Inspiré par un poème de Gabriel Miró. Grand Prix de Vienne, 1911.
- Poema de niños, Suite levantina (Révision de la suite en la-bémol de 1911, rév. de nouveau en 1914, pub. Max Eschig) Dédiée à sa sœur Isolda. Création par l'orchestre symphonique de Madrid dirigé par Enrique Fernández Arbos (Madrid, le 31 mai 1914)
- El sueño de Eros [Le rêve d'Éros], suite en la-bémol (1912) Création avec un grand succès par l'orchestre symphonique dirigé par Enrique Fernández Arbós (Madrid, 1912).
- Symphonie en ré - manuscrit (1912)
- La pájara pinta (orchestration des pièces pour piano, 1921)
- Don Quijote velando las armas [La veillée d'arme de Don Quichotte[8]], poème symphonique (1924) Commande de Manuel de Falla pour l'orchestre de chambre d'Andalousie. La pièce est dédiée à José Ortega y Gasset. Création en 1924 sous la direction de Ernesto Halffter. La version pour grand orchestre (1926) a été créé par l'orchestre Symphonique de Madrid au théâtre de la Zarzuela, dirigé par Enrique Fernandez Arbós en 1927.

1. Prélude
2. Danse
3. Scène et Finale

- Schuberiada (1928)
- Second concerto pour cordes (1956)
- Symphonie Aitana, A la música tonal "In memoriam" (1958, achevée en 1964). Création lors du Festival de Musique de l'Espagne et de l'Amérique, avec l'Orchestre National d'Espagne dirigé par R. Frühbeck de Burgos (Madrid, 31 octobre 1964).

1. Invocatión. Lento
2. Allegro energico
3. Andante fugato
4. Allegro finale scherzando

Fantôme
- Symphonie pour chœur et orchestre. Cette œuvre semble être un fantôme. Affublée d'une création par Serge Koussevitzky à Boston en 1950, elle n'aurait en fait jamais existé[9].

### Concerto
- Sonata del sur pour piano et orchestre, opus 52 (1943, vers. définitive 1945) La version originale pour piano (1928) a été dédiée au pianiste Eduardo del Pueyo. Création le 11 octobre 1945 par Eduardo del Pueyo, piano, l'Orchestre national de France, direction de Franz André à Paris au Théâtre des Champs-Élysées.

1. Allegro molto
2. Andante liturgico (Andante moderato)
3. Allegro alla marcia (Tempo di Pasodoble)

### Œuvres vocales
- La Nochebuena del diablo cantate pour soprano et orchestre (1923, pub. Max Eschig, Paris, 1924. Version grand orchestre, pub. Max Eschig, 1930) Sur un texte de Rafael Alberti. Il s'agit de l'œuvre d'Esplá la plus populaire. Elle est en quatre mouvements. À l'origine conçue comme une cantate basée sur des contes pour enfants, elle ne fut montée ainsi qu'en 1967. La version de 1923 fut créée sous la direction de Bartolomé Pérez Casas (Palais de la Musique de Madrid, 1924). La version pour grand orchestre est par Fernandez Arbós et l'Orchestre symphonique de Madrid (1926).
- Soledades, pour soprano et piano ou orchestre (1927, pub. Max Eschig, Paris, 1929) Composé pour l'anniversaire de la mort de Luis de Góngora sur ses poèmes éponymes. Lors de la soirée de création, Falla présenta le Soneto a Córdoba.
- Canciones playeras [« Chansons de plage »], pour soprano et orchestre, ou piano (1929 pub. Unión Musical Ediciones, Madrid 1930) Sur des textes de El Alba de Alhelí de Rafael Alberti paru l'année précédente. Les cinq poèmes ont pour titre : Rutas, Pregón, Las doce, El pescadore sin dinero, Coplila.
- Himno republicano. Il a contribué à façonner la version officielle de l’Himno de Riego au cours de la Seconde République espagnole (1931)
- Cantata de los Derechos Humanos (1968) Texte de Gerardo Diego. Création lors du vingtième anniversaire de la Déclaration des Droits de l'Homme de l'ONU, au Théâtre royal de Madrid les chœurs et l'orchestre symphonique de la RTVE dirigé Odón Alonso.

Sacrées
- De Profundis (1966) Dédié à Antonio Iglesias. Création en l'ancienne église de San Miguel de Cuenca par l'Orchestre philharmonique de Madrid et le chœur de l'université de Valence dirigé par Odon Alonso (8 avril 1967).
- Cantata sobre San Juan de la Cruz Dulce Llama (1970), basée sur le poème La Vive Flamme d'amour de saint Jean de la Croix[10]. Commande du ministère de l'Information et du Tourisme pour célébrer le 400e anniversaire de saint Jean de la Croix. Création au Théâtre royal avec l'orchestre et les chœurs de la RTVE, avec la soprano Dolores Pérez, sous la direction d'Enrique García Asensio.

### Opéras
- La Bella durmiente (1909)
- La Balteira (1934, inachevé et perdu) Sur un livret d'Irene Lewishon.
- El Pirata cautivo en un acte sur un livret de Claudio de la Torre (1974) Commande de la Direction générale des beaux-arts. Création le 29 mai 1975, au Teatro de la Zarzuela, sous la direction Frühbeck de Burgos.

### Ballets
- Cíclopes de Ifach (1920) Composé pour les Ballets russes de Serge de Diaghilev, la pièce ne fut jamais montée par lui en raison de la dissolution de la compagnie. La suite symphonique fut créée au Festival de San Sebastian du 15 au 27 septembre 1917, par l'Orchestre du Grand Casino sous la direction de Fernandez Arbós.
- El Cotrabantista [Le Contrebandier] (1928) Sur un livret de Cipriano Rivas Cherif. Créé à Paris par Antonia Mercé.

### Discographie
Anthologie
- Nochebuena del Diablo op. 19 [1], Sonata del sur op. 52 [2] Impresiones musicales [3], Canciones Playeras [4], Lirica española [4], La sierra [5], Cantos de Antaño [5], Sonata española op. 53 [3], Tres movivientos por piano [3], Suite Caracterisca (Lirica española V) [3] - [1] Isabel Penagos (soprano), [2] Marcelle Meyer (piano), [3] Pilar Bayona (piano), [5] Antonio Iglesias (piano), [2] Orchestre national d'Espagne, dir. Óscar Esplá, [4] Orchestra de Conciertos de Madrid, dir. Jesus Arrambari (Madrid 1953 [2], 1958-1959, EMI CMS 7 64741 2, 2CD [p. 1993])

Piano
- Sonata española, par Alicia de Larrocha, piano (1956, Naxos 9.80586)
- Œuvres pour piano vol. 1, par Pedro Carbone, piano (19-20, 22 mars / 12 juillet 1996, Marco Polo 8.225045) (OCLC 42680171)
- Œuvres pour piano, par Martin Jones, piano (2013, 2CD Nimbus Records NI5889/90)
- Œuvres pour piano (Impresiones musicales, Lirica española I, II, IV), par Perfecto Garcia Chornet (? - EG Tabalet 795-CD [p. 1999]) — Accompagné du Concerto pour piano d'Eduardo Lopez-Chavarri Marco (1871–1970).

Musique de chambre
- Œuvres pour violon et piano (Canciones Playeras & Sonate op. 9) Margherita Marseglia, violon & Gustavo Díaz-Jerez, piano (2004, RTVE Música 65231)

Orchestre
- Symphonie Aitana & Sonata del Sur, Eduardo del Pueyo, piano et l'Orchestre national d'Espagne, dir. Rafael Frühbeck de Burgos (1957 - Vocation VMZ-57011) Le compositeur a supervisé la création par le chef.
- Sonata del sur op. 52, par Marcelle Meyer (piano), O. National d'Espagne, dir. Óscar Esplá (1953, EMI « Marcelle Meyer, Ses Enregistrements 1925-1957 ») (OCLC 272373781)
- Sonata del Sur op. 52, par Alicia de Larrocha, piano et l'Orchestre national d'Espagne, dir. Rafael Frühbeck de Burgos, plus la Sonata Española pour piano op. 53 (années 1950 & 1965, Columna Musica 1CM 0128)
- Don Quijote velando las armas, Orchestre national d'Espagne, dir. Rafael Frühbeck de Burgos (1965, LP Phonodisc CS6423)
- Don Quijote velando las armas, Orchestre national d'Espagne, dir. Rafael Frühbeck de Burgos (1974, LP Columbia CCL32044 & CS8569 / Genios de la música Española, 19 Zacosa GML 2019 [p. 1981])
- La Pájara Pinta, New Philharmonia Orchestra, dir. Rafael Frühbeck de Burgos (1975, EMI) — Dans un programme Chabrier, Ravel et Turina.
- Symphonie Aitana, La pájara pinta, Canciones Playeras Victoria de Los Ángeles, Valencia Orchestra, dir. Manuel Galduf (1996, Sony SK 63107)

Vocal
- Canciones Playeras par Victoria de los Ángeles, Orchestre de la Société du Conservatoire Paris, dir. Rafael Frühbeck de Burgos (février 1962, EMI 62905)